# Eric Pance
Eric Pance (Lubiana, 10 aprile 1991) è un hockeista su ghiaccio sloveno.

## Carriera

### Club
Ha giocato per quasi tutta la prima parte della sua carriera con la squadra che lo ha visto cresecere, l'HDD Olimpija Ljubljana, con cui ha disputato sia il campionato sloveno (due titoli vinti, nel 2011-2012 e 2012-2013) che la EBEL, oppure, in precedenza, con la quasi omonima squadra satellite, l'HD HS Olimpija (dal 2010 divenuta HK Olimpija).
Fanno eccezione un'esperienza nelle giovanili dei Malmö Redhawks (parte della stagione 2008-2009), ed una breve esperienza in Finlandia, durata sole sette partite, con la maglia dell'Hokki nel dicembre 2013. Prima di accasarsi all'Hokki era stato fermo qualche tempo: nel mese di luglio aveva sottoscritto un contratto con i cechi del Kladno, ma aveva lasciato la squadra meno di un mese dopo, prima dell'inizio della stagione.
Ha annunciato a sorpresa il ritiro a soli 23 anni, durante la preparazione della stagione 2014-2015, nonostante avesse prolungato di un anno il contratto con l'Olimpija.
Dopo un anno lontano dal ghiaccio, tuttavia, ha trovato l'accordo con l'altra squadra di Lubiana, lo Slavija, nella Inter-National-League. Dopo nemmeno un mese ed un solo incontro giocato, Pance è passato allo Ujpesti TE, squadra ungherese della MOL Liga.
Nell'estate del 2016 è passato all'Jesenice, iscritta alla neonata Alps Hockey League. La squadra raggiunse le semifinali, dove fu eliminata dalla'Asiago, ma Pance fu comunque scelto dai giornalisti quale miglior giocatore del torneo. Con la squadra vinse poi il titolo sloveno.
Nel maggio del 2017 fu ufficializzato il suo passaggio all'Hockey Club Val Pusteria, sempre in Alps Hockey League. Rimase a Brunico per una sola stagione.
Iniziò la stagione successiva nuovamente in una squadra italiana di AHL, l'Hockey Milano Rossoblu, con cui disputò la Supercoppa italiana e nove incontri di campionato prima di essere tagliato; fece quindi ritorno allo Jesenice, dove è rimasto fino a fine stagione, per tornare all'Ujpesti TE per la stagione 2019-2020.

### Nazionale
Ha vestito le maglie delle selezioni giovanili under 18 e under 20, con ciascuna delle quali ha disputato due edizioni dei mondiali di categoria.
Ha giocato anche un'edizione dei mondiali con la nazionale maggiore, giocata in casa: la squadra arrivò prima nel Gruppo A del mondiale di Prima Divisione 2012, guadagnando la promozione nel gruppo A.

## Vita privata
Anche il fratello maggiore Žiga è un giocatore di hockey su ghiaccio professionista.

## Palmarès

### Club
- Campionato sloveno: 4

Olimpija Lubiana: 2011-2012, 2012-2013, 2013-2014
Jesenice: 2016-2017

### Nazionale
- Campionato mondiale di hockey su ghiaccio - Prima Divisione: 1

Slovenia 2012

### Individuale
- MVP della Alps Hockey League: 1

2016-2017